# Clare Marie Hodges
Clare Marie Hodges (1890-1970) fue la primera mujer guardabosques remunerada del Servicio de Parques Nacionales, que trabajó en el parque nacional de Yosemite.

## Biografía
Nació en Santa Cruz en 1890. Visitó Yosemite por primera vez a los 14 años en un viaje a caballo de 4 días con su familia.
Hodges asistió y se graduó de la Escuela Normal de San José, donde contribuyó a realizar el herbario. También fue presidenta de la sociedad literaria y autora de "Songs of the Trail".

## Carrera profesional
En 1916, Hodges comenzó a enseñar como maestra de escuela primaria en la Escuela del Valle de Yosemite.
Durante la primavera de 1918, había dificultad en encontrar hombres guardabosques, debido a que la I Guerra Mundial había generado muchas bajas entre los hombres que participaron en el frente. Esta circunstancia facilitó el acceso de las mujeres a determinadas profesiones tradicionalmente masculinas, más por una cuestión práctica de necesidad, que de conciencia social.
Con dos años de experiencia trabajando en la escuela de Yosemite y familiarizada con los senderos en Yosemite, solicitó convertirse en guardabosques del superintendente de Yosemite, en ese momento, Washington B. Lewis. Más tarde, Hodges recordó que le dijo: "Probablemente te reirás de mí, ¿pero yo quiero ser guardabosques?" A lo que Lewis respondió: "Ha estado en mi mente durante algún tiempo poner a una mujer en una de estas patrullas, solo que no pude encontrar la correcta antes".
Su trabajo consistía en patrullar el parque e incluía entregar los recibos de la entrada del parque de Tuolumne Meadows a la sede del parque, lo que requería un viaje nocturno a caballo. Llevaba una insignia del servicio del parque y un sombrero Stetson y tenía las mismas obligaciones que sus colegas masculinos, pero se negaba a llevar un arma. Fue guardabosques del 22 de mayo al 7 de septiembre de 1918. En 30 años, fue la única mujer que trabajó de guardabosques.
Hodges tuvo que soportar la sorpresa y la incomprensión de la ciudadanía, que no entendía qué hacía una mujer con una insignia de guardabosques. Y sufrió también lo que aún hoy no se ha logrado alcanzar, vestir un uniforme igual que el de los hombres, pero adaptado a sus propias necesidades.

## Vida personal
Hodges se casó con Peter Wolfsen y adoptó su apellido. Permaneció activa en la Mariposa community guiando grupos en toda la región de Yosemite. Ella y su esposo fueron activos en Camp Wawona. Hodges fue considerada la primera naturalista de campo.
Murió en 1980 a los 89 años. En reconocimiento a sus contribuciones y las de su esposo a la Mariposa community, un sendero natural lleva sus nombres.